# Benini labdarúgó-bajnokság (első osztály)
A Benin Premier League a benini labdarúgó bajnokságok legfelsőbb osztályának elnevezése. 1969-ben alapították és 14 csapat részvételével zajlik. A bajnok a bajnokok Ligájában indulhat, az utolsó két helyezett kiesik.

## A 2011–2012-es bajnokság résztvevői
- Adjobi FC (Sakété)
- AS Dragons FC de l'Ouémé (Porto-Novo)
- ASOS (Porto-Novo)
- ASPAC FC (Cotonou)
- Avrankou Omnisport FC
- Buffles du Borgou FC (Parakou)
- JA du Plateau (Pobè)
- Mogas 90 FC (Cotonou)
- Panthères FC (Djougou)
- Soleil FC (Cotonou)
- Tonnerre d'Abomey FC
- USS Kraké (Porto-Novo)

## Az eddigi bajnokok
| - 1969 : FAD Cotonou - 1970 : AS Porto-Novo - 1971 : AS Cotonou - 1972 : AS Porto-Novo - 1973 : AS Porto-Novo - 1974 : Etoile Sportive Porto-Novo - 1975 és 1977 között nem rendeztek hivatalos bajnokságot - 1978 : AS Dragons FC de l'Ouémé (Porto-Novo) - 1979 : AS Dragons FC de l'Ouémé (Porto-Novo) - 1980 : Buffles du Borgou FC (Parakou) - 1981 : Ajijas Cotonou - 1982 : AS Dragons FC de l'Ouémé (Porto-Novo) - 1983 : AS Dragons FC de l'Ouémé (Porto-Novo) - 1984 : Lions de l'Atakory (Cotonou) | - 1985 : Requins de l'Atlantique FC (Cotonou) - 1986 : AS Dragons FC de l'Ouémé (Porto-Novo) - 1987 : Requins de l'Atlantique FC (Cotonou) - 1988 : nem volt bajnokság - 1989 : AS Dragons FC de l'Ouémé (Porto-Novo) - 1990 : Requins de l'Atlantique FC (Cotonou) - 1991 : Postel Sport FC (Porto-Novo) - 1992 : Buffles du Borgou FC (Parakou) - 1993 : AS Dragons FC de l'Ouémé (Porto-Novo) - 1994 : AS Dragons FC de l'Ouémé (Porto-Novo) - 1995 : Toffa Cotonou - 1996 : Mogas 90 FC (Porto Novo) - 1997 : Mogas 90 FC (Porto Novo) - 1998 : AS Dragons FC de l'Ouémé (Porto-Novo) | - 1999 : AS Dragons FC de l'Ouémé (Porto-Novo) - 2000 és 2001 között nem rendeztek hivatalos bajnokságot - 2001/02 : AS Dragons FC de l'Ouémé (Porto-Novo) - 2003 : AS Dragons FC de l'Ouémé (Porto-Novo) - 2004 : neem fejeződött be - 2005 : nem volt bajnokság - 2005/06 : Mogas 90 FC (Porto Novo) - 2007 : Tonnerre d'Abomey FC - 2008/09 : érvénytelenítették - 2009 : nem volt bajnokság - 2009/10 : ASPAC FC - 2010/11 : suspended - 2011/12 : ASPAC FC |  |

## Bajnoki címek eloszlása
| Klub                       | Címek | Utolsó |
| -------------------------- | ----- | ------ |
| AS Dragons FC de l'Ouémé   | 12    | 2003   |
| Mogas 90 FC                | 3     | 2006   |
| Requins de l'Atlantique FC | 3     | 1990   |
| AS Porto-Novo              | 3     | 1973   |
| Buffles du Borgou FC       | 2     | 1992   |
| ASPAC FC                   | 2     | 2012   |
| Tonnerre d'Abomey FC       | 1     | 2007   |
| Toffa Cotonou              | 1     | 1995   |
| Postel Sport FC            | 1     | 1991   |
| Lions de l'Atakory         | 1     | 1984   |
| Ajijas Cotonou             | 1     | 1981   |
| Etoile Sportive Porto-Novo | 1     | 1974   |
| AS Cotonou                 | 1     | 1971   |
| FAD Cotonou                | 1     | 1969   |

## Külső hivatkozások
- A benini Lsz hivatalos honlapja
- Információk az rsssf.com honlapján